# Muraltia bolusii
Muraltia bolusii är en jungfrulinsväxtart som beskrevs av Margaret Rutherford Bryan Levyns. Muraltia bolusii ingår i släktet Muraltia och familjen jungfrulinsväxter. Inga underarter finns listade i Catalogue of Life.